# 김세훈 (야구 선수)
김세훈(2005년 4월 4일 ~ )은 KBO 리그 NC 다이노스의 내야수이다.

## NC 다이노스시절
2024년에 입단하였다. 2024년 5월 8일 kt wiz와의 경기에 출전하며 데뷔 첫 경기를 치렀고, 경기에서 오영수 대주자로 기록하였다.

## 출신 학교
- 매호초등학교
- 경운중학교
- 경북고등학교